# Jacques Beaulieu
Jacques A. Beaulieu (né à Saint-Jean-sur-Richelieu le 15 avril 1932, décédé à Québec le 19 août 2014) est un physicien québécois. Spécialiste de la physique optique, on lui doit la réalisation du premier laser à dioxyde de carbone pulsé de grande puissance, le laser TEA (en).
Il fut à l'emploi du CARDE à Valcartier entre 1954 et 1971.

## Honneurs
- 1971 - Prix Urgel-Archambault
- 1980 - Membre de la Société royale du Canada
- 1980 - Prix Joseph-Armand-Bombardier
- 1986 - Prix Denis-Gabor
- 1999 - Grand officier de l'Ordre national du Québec
- 2002 - Officier de l'Ordre du Canada